# Muzambinho (kommun)
Muzambinho är en kommun i Brasilien.   Den ligger i delstaten Minas Gerais, i den sydöstra delen av landet, 600 km söder om huvudstaden Brasília. Antalet invånare är 20 432.
Följande samhällen finns i Muzambinho:
- Muzambinho

Omgivningarna runt Muzambinho är huvudsakligen savann. Runt Muzambinho är det ganska glesbefolkat, med 47 invånare per kvadratkilometer.